# Бісмарк Монтьєль
Бісмарк Монтьєль (ісп. Bismarck Montiel, нар. 5 березня 1995, Манагуа) — нікарагуанський футболіст, захисник клубу «Манагуа» та національної збірної Нікарагуа.

## Клубна кар'єра
У дорослому футболі дебютував 2015 року виступами за команду клубу «Манагуа», кольори якої захищає й донині.

## Виступи за збірну
10 березня 2016 року дебютував в офіційних матчах у складі національної збірної Нікарагуа в товариській грі з Сальвадаром.
У наступному році в складі збірної був учасником розіграшу Золотого кубка КОНКАКАФ 2017 року у США.
Наразі провів у формі головної команди країни 6 матчів.